# Căprui
Culoarea căpruie (latină avellaneus) este culoarea brun-gălbuie sau cafenie-gălbuie a ochilor, asemănătoare culorii fructelor de alun (Corylus avellana). Culoarea căpruie are mai multe nuanțe: brun-verzuie, brun-roșcată etc. Termenul echivalent englez este hazel sau hazelnut (a light brown to strong yellowish brown = brun-deschis până la brun-gălbui).

## Note

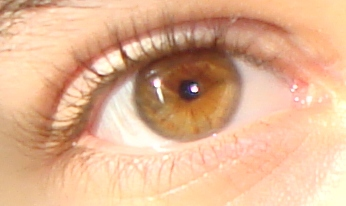
Culoarea căpruie a ochilor
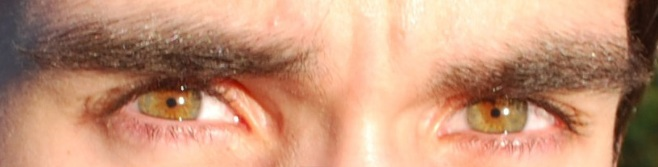
Culoarea căpruie a ochilor cu o nuanță verzuie
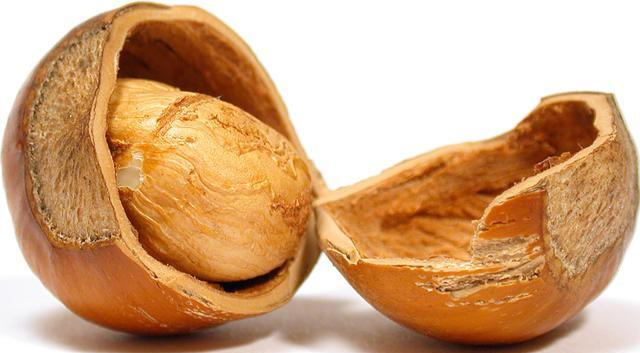
Alună
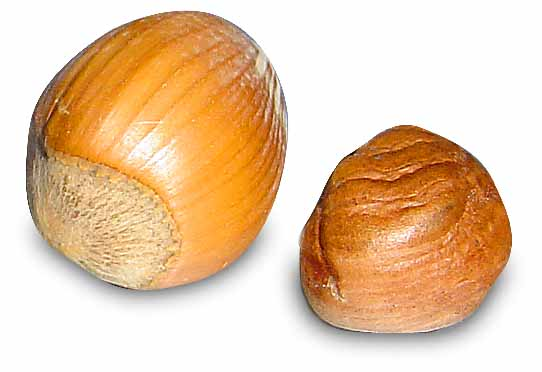
Alună